# Piazza dei Calcarari
Piazza dei Calcarari è una delle piazze del centro storico di Roma, adiacente a largo Argentina.

## Vie principali della zona
- Via delle Botteghe Oscure
- Via Catalana